# Carlo Giuseppe Benedetto Mercy d'Argenteau
Carlo Giuseppe Benedetto Mercy d'Argenteau (in francese: Charles-Joseph-Benoît d'Argenteau; Liegi, 17 marzo 1787 – Liegi, 16 novembre 1879) è stato un arcivescovo cattolico e diplomatico belga, nunzio apostolico dello Stato pontificio in Baviera.

## Biografia
Apparteneva alla nobile famiglia degli Argenteau ed era figlio del conte Joseph-Louis-Eugène d'Argenteau e di sua moglie Maria Giuseppina Contessa di Limburg-Stirum. Suo padre era ciambellano del governatore dei Paesi Bassi austriaco Carlo Alessandro di Lorena. Suo zio Florimond Claude, conte de Mercy-Argenteau (1727-1794) fu dal 1766 al 1792 ambasciatore austriaco presso la corte francese di Versailles; suo fratello maggiore ed erede apparente, François de Mercy-Argenteau (1780-1859), è stato ambasciatore di Napoleone alla corte bavarese, poi governatore del Brabante e tesoriere del re Guglielmo I dei Paesi Bassi.
Carlo d'Argenteau entrò nell'esercito napoleonico nel 1807 e partecipò a campagne in Portogallo, Spagna, Russia e Germania. Premiato con la Croce della Legion d'Onore, lasciò il servizio nel 1814 nel grado di colonnello ussaro. Fu poi aiutante di campo del Re dei Paesi Bassi Guglielmo I. Dopo la morte improvvisa della sua fidanzata, Cécile de La Tour du Pin (1800–1817), alla vigilia del loro matrimonio, ebbe un trauma che lo segnò e andò a Roma al servizio della Curia.  Il 4 settembre 1824, fu nominato prelato domestico di Sua Santità e il 9 dicembre dello stesso protonotario apostolico. Fu ordinato sacerdote il 10 agosto 1825. Il 2 ottobre 1826, Carlo d'Argenteau fu nominato arcivescovo titolare di Tiro. Il cardinale segretario di Stato Giulio Maria della Somaglia gli diede la consacrazione episcopale il giorno dopo; co-consacranti furono il patriarca latino di Antiochia, Lorenzo Girolamo Mattei e l'arcivescovo Antonio Luigi Piatti. Lasciò Roma il 15 febbraio 1827 e si recò a Monaco, dove servì per undici anni come nunzio apostolico nel regno di Baviera. Il 27 aprile 1837 si ritirò a Liegi, dove divenne decano del capitolo della cattedrale di Liegi. Fu elevato a grand'ufficiale della Legion d'onore da Napoleone III. Morì il 16 novembre 1879 a Liegi.

## Genealogia episcopale e successione apostolica
La genealogia episcopale è:
- Cardinale Scipione Rebiba
- Cardinale Giulio Antonio Santori
- Cardinale Girolamo Bernerio, O.P.
- Arcivescovo Galeazzo Sanvitale
- Cardinale Ludovico Ludovisi
- Cardinale Luigi Caetani
- Cardinale Ulderico Carpegna
- Cardinale Paluzzo Paluzzi Altieri degli Albertoni
- Papa Benedetto XIII
- Papa Benedetto XIV
- Papa Clemente XIII
- Cradinale Giacinto Sigismondo Gerdil, B.
- Cardinale Giulio Maria della Somaglia
- Arcivescovo Carlo Giuseppe Benedetto Mercy d'Argenteau

La successione apostolica è:
- Arcivescovo Auguste Van Heule (1851)